# 莱昂·本科
莱昂·本科（1983年11月11日—），是一名克罗地亚足球运动员，现效力于斯洛維尼亞足球甲級聯賽球队盧布爾雅那奧林匹亞足球俱樂部。

## 俱乐部生涯
2003年7月，本科进入克罗地亚足球甲级联赛球队瓦拉日丁一线队，开始职业足球生涯。2004/05赛季，他成为球队的主力球员，赛季得到27次出场机会，并当选为2005年克罗地亚年度希望之星。
2006年5月23日，本科和德国足球甲级联赛球队纽伦堡签约三年。 2006年8月12日，他在2006/07赛季德甲第一轮纽伦堡客场3比0击败斯图加特的比赛85分钟替补出场，首次代表球队在正式比赛亮相。 他因伤缺席球队下半程的联赛，整个赛季仅出场7次，没有进球。2007年11月29日，他射进加盟球队的首个进球，帮助纽伦堡在欧盟杯客场2比2逼平圣彼得堡泽尼特。
2008年8月4日，本科离开降级的纽伦堡，和比利时足球甲级联赛的标准列日签约一年。 不过在2008/09赛季，他依然受到伤病困扰，仅得到14次出场机会，射进一球，跟随球队获得比甲联赛冠军。2009年6月30日，他转投另一支比甲球队科爾特里克，签约一年。
2011年1月29日，本科回到克罗地亚，和斯拉文贝鲁波签约1年半。 他在2010/2011赛季下半赛季为球队射进8个联赛进球。2012年初，他转投沙特球队阿尔费萨里。
2012年7月，本科和克罗地亚球队里耶卡签约。他在联赛第四轮对阵薩格勒布火車頭的比赛打开进球账户，赛季30次联赛出场射进18球，获得克罗地亚甲级联赛最佳球员和最佳射手的称号。 本科在2013/14赛季依然保持高进球率，联赛前11轮射进11球，至2014年2月，他在该赛季联赛出场20次，有16球进账。
2014年2月24日，本科加盟中国足球超级联赛球队大连阿尔滨。

## 国家队生涯
本科在2006年初首次入选克罗地亚国家队，他在香港进行的2006年贺岁杯足球赛克罗地亚对阵韩国和香港的比赛都有出场。此后7年，本科再也未能得到国家队入选的机会，直到2013年9月10日，他在和韩国的友谊赛得到第3次国家队出场机会，并助攻多馬戈伊·維達得分。